# Campionato danese di calcio
Il campionato danese di calcio (in danese Danmarksmesterskabet i fodbold) ha dal 1991 come massima divisione la Superliga.
Oggi la Superliga è formata da dodici squadre, con le ultime due retrocesse. Ogni squadra affronta tutte le altre due volte, per un totale di ventidue partite. Dopodiché le prime sei si qualificano per i play-off championship dove ogni squadra affronta le altre per 2 volte per un totale di 10 partite; la prima classificata di questo gruppo diventa campione di Danimarca e si qualifica per i preliminari di Champions League, la seconda classificata si qualifica per i preliminari di Conference League mentre la terza si qualifica per uno spareggio per accedere alle qualificazioni di Conference League. Le ultime sei del girone principale si scontrano nel gruppo retrocessione; la prima di questo girone va ad affrontare la terza classificata del gruppo Championship in uno spareggio per accedere alle qualificazioni di Conference League mentre le ultime 2 vengono retrocesse.   
Al secondo livello troviamo la 1. Division, in cui partecipano dodici squadre che si affrontano ciascuna due volte, per un totale di ventidue gare. Dopodiché anche in questo caso il campionato si divide i 2 gruppi da 6. Vi sono due promozioni in Superliga e due retrocessioni nella 2. Division.
La 2. Division è estremamente simile alla categoria superiore con dodici squadre che si affrontano ciascuna due volte, per un totale di ventidue gare. Dopodiché anche in questo caso il campionato si divide i 2 gruppi da 6. Vi sono due promozioni 1. Division e due retrocessioni nella 3. Division.
La 3. Division è estremamente simile alla categoria superiore con dodici squadre che si affrontano ciascuna due volte, per un totale di ventidue gare. Dopodiché anche in questo caso il campionato si divide i 2 gruppi da 6. Vi sono due promozioni 2. Division e quattro retrocessioni nei campionati nazionali.
La squadra attiva più titolata del massimo campionato è il Copenaghen con quattordici titoli. Da notare che nell'estate del 1992 il KB (che era ed è la squadra più titolata, avendo vinto quindici campionati) si fuse con il B 1903 (sette titoli) e nacque il Copenaghen. Dalla sua fondazione il Copenaghen ha conquistato quattordici titoli.

## Struttura attuale
| Serie  | Divisioni                                        | Divisioni                                        | Divisioni                                        | Divisioni                                        | Divisioni                                        | Divisioni                                        | Divisioni                                        | Divisioni                                        | Divisioni                                        | Divisioni                                        | Divisioni                                        | Divisioni                                        | Divisioni                                        | Divisioni                                        | Divisioni                                        | Divisioni                                        | Divisioni                                        | Divisioni                                        |
| ------ | ------------------------------------------------ | ------------------------------------------------ | ------------------------------------------------ | ------------------------------------------------ | ------------------------------------------------ | ------------------------------------------------ | ------------------------------------------------ | ------------------------------------------------ | ------------------------------------------------ | ------------------------------------------------ | ------------------------------------------------ | ------------------------------------------------ | ------------------------------------------------ | ------------------------------------------------ | ------------------------------------------------ | ------------------------------------------------ | ------------------------------------------------ | ------------------------------------------------ |
| Pro 1  | Superliga 12 club 2 retrocessioni                | Superliga 12 club 2 retrocessioni                | Superliga 12 club 2 retrocessioni                | Superliga 12 club 2 retrocessioni                | Superliga 12 club 2 retrocessioni                | Superliga 12 club 2 retrocessioni                | Superliga 12 club 2 retrocessioni                | Superliga 12 club 2 retrocessioni                | Superliga 12 club 2 retrocessioni                | Superliga 12 club 2 retrocessioni                | Superliga 12 club 2 retrocessioni                | Superliga 12 club 2 retrocessioni                | Superliga 12 club 2 retrocessioni                | Superliga 12 club 2 retrocessioni                | Superliga 12 club 2 retrocessioni                | Superliga 12 club 2 retrocessioni                | Superliga 12 club 2 retrocessioni                | Superliga 12 club 2 retrocessioni                |
| Pro 2  | 1. Division 12 club 2 promozioni 2 retrocessioni | 1. Division 12 club 2 promozioni 2 retrocessioni | 1. Division 12 club 2 promozioni 2 retrocessioni | 1. Division 12 club 2 promozioni 2 retrocessioni | 1. Division 12 club 2 promozioni 2 retrocessioni | 1. Division 12 club 2 promozioni 2 retrocessioni | 1. Division 12 club 2 promozioni 2 retrocessioni | 1. Division 12 club 2 promozioni 2 retrocessioni | 1. Division 12 club 2 promozioni 2 retrocessioni | 1. Division 12 club 2 promozioni 2 retrocessioni | 1. Division 12 club 2 promozioni 2 retrocessioni | 1. Division 12 club 2 promozioni 2 retrocessioni | 1. Division 12 club 2 promozioni 2 retrocessioni | 1. Division 12 club 2 promozioni 2 retrocessioni | 1. Division 12 club 2 promozioni 2 retrocessioni | 1. Division 12 club 2 promozioni 2 retrocessioni | 1. Division 12 club 2 promozioni 2 retrocessioni | 1. Division 12 club 2 promozioni 2 retrocessioni |
| Pro 3  | 2. Division 12 club 2 promozioni 2 retrocessioni | 2. Division 12 club 2 promozioni 2 retrocessioni | 2. Division 12 club 2 promozioni 2 retrocessioni | 2. Division 12 club 2 promozioni 2 retrocessioni | 2. Division 12 club 2 promozioni 2 retrocessioni | 2. Division 12 club 2 promozioni 2 retrocessioni | 2. Division 12 club 2 promozioni 2 retrocessioni | 2. Division 12 club 2 promozioni 2 retrocessioni | 2. Division 12 club 2 promozioni 2 retrocessioni | 2. Division 12 club 2 promozioni 2 retrocessioni | 2. Division 12 club 2 promozioni 2 retrocessioni | 2. Division 12 club 2 promozioni 2 retrocessioni | 2. Division 12 club 2 promozioni 2 retrocessioni | 2. Division 12 club 2 promozioni 2 retrocessioni | 2. Division 12 club 2 promozioni 2 retrocessioni | 2. Division 12 club 2 promozioni 2 retrocessioni | 2. Division 12 club 2 promozioni 2 retrocessioni | 2. Division 12 club 2 promozioni 2 retrocessioni |
| Pro 4  | 3. Division 12 club 2 promozioni 3 retrocessioni | 3. Division 12 club 2 promozioni 3 retrocessioni | 3. Division 12 club 2 promozioni 3 retrocessioni | 3. Division 12 club 2 promozioni 3 retrocessioni | 3. Division 12 club 2 promozioni 3 retrocessioni | 3. Division 12 club 2 promozioni 3 retrocessioni | 3. Division 12 club 2 promozioni 3 retrocessioni | 3. Division 12 club 2 promozioni 3 retrocessioni | 3. Division 12 club 2 promozioni 3 retrocessioni | 3. Division 12 club 2 promozioni 3 retrocessioni | 3. Division 12 club 2 promozioni 3 retrocessioni | 3. Division 12 club 2 promozioni 3 retrocessioni | 3. Division 12 club 2 promozioni 3 retrocessioni | 3. Division 12 club 2 promozioni 3 retrocessioni | 3. Division 12 club 2 promozioni 3 retrocessioni | 3. Division 12 club 2 promozioni 3 retrocessioni | 3. Division 12 club 2 promozioni 3 retrocessioni | 3. Division 12 club 2 promozioni 3 retrocessioni |
| 5 - 11 | Campionati regionali/locali ?? club 3 promozioni | Campionati regionali/locali ?? club 3 promozioni | Campionati regionali/locali ?? club 3 promozioni | Campionati regionali/locali ?? club 3 promozioni | Campionati regionali/locali ?? club 3 promozioni | Campionati regionali/locali ?? club 3 promozioni | Campionati regionali/locali ?? club 3 promozioni | Campionati regionali/locali ?? club 3 promozioni | Campionati regionali/locali ?? club 3 promozioni | Campionati regionali/locali ?? club 3 promozioni | Campionati regionali/locali ?? club 3 promozioni | Campionati regionali/locali ?? club 3 promozioni | Campionati regionali/locali ?? club 3 promozioni | Campionati regionali/locali ?? club 3 promozioni | Campionati regionali/locali ?? club 3 promozioni | Campionati regionali/locali ?? club 3 promozioni | Campionati regionali/locali ?? club 3 promozioni | Campionati regionali/locali ?? club 3 promozioni |

## Coppa, Supercoppa e Coppa di Lega
Delle tre Coppe attualmente si gioca solo la Coppa nazionale (Pokalen).